# Ricardo Cárdenas
Ricardo Diego Cárdenas Esquen (ur. 25 listopada 1992) – peruwiański zapaśnik walczący w obu stylach. Zajął 29 miejsce na mistrzostwach świata w 2017. Siódmy na igrzyskach panamerykańskich w 2019. Piąty na mistrzostwach panamerykańskich w 2013. Czterokrotny srebrny medalista mistrzostw Ameryki Południowej; w 2011, 2012, 2013, 2015 i 2016. Siódmy na igrzyskach Ameryki Płd. w 2014. Brązowy medalista igrzysk boliwaryjskich w 2017 roku.